# Éric Toussaint
Éric Toussaint   (Namur, 1954) és un historiador belga, portaveu del Comitè per a l'Abolició dels Deutes Il·legítims, abans anomenat Comitè per a la Cancel·lació del Deute del Tercer Món (CADTM), que va ajudar a fundar.
Historiador de formació, és doctor en ciències polítiques per la Universitat de Lieja i la Universitat de París 8. També és membre del consell científic d'ATTAC França. També va participar en la fundació del consell internacional del Fòrum Social Mundial l'any 2001.